# Wild Bill Davis
William Strethen Davis, conocido como Wild Bill Davis (Glasgow, Misuri, 24 de noviembre de 1918 - 17 de agosto de 1995) fue un organista, pianista, arreglista y compositor norteamericano de jazz. No debe confundirse con el trompetista Wild Bill Davison.

## Historial
Comenzó su trayectoria escribiendo arreglos para Earl Hines y tocando el piano con Louis Jordan, entre 1945 y 1947. A partir de este momento se dedicó preferentemente al órgano eléctrico, estableciéndose entre Nueva York y Los Ángeles, donde tocaba en trío con el guitarrista Bill Jennings. En los años 1950 se movía en la órbita de Duke Ellington, registrando varios discos con él mismo o con músicos de su big band, como Lawrence Brown, Johnny Hodges o Paul Gonsalves. En los años 1970 realizó numerosas giras por Europa, en trío con el guitarrista Floyd Smith, y grabó con músicos como el saxofonista Eddie Lockjaw Davis. En las siguientes décadas no se prodigó mucho, aunque realizó diversas grabaciones con Lionel Hampton y Plas Johnson.
Davis es, para muchos autores, el verdadero inventor del órgano eléctrico en jazz, a través de las experiencias recogidas de Fats Waller y Count Basie, sus referencias.

## Discografía como líder
- Sweet and Hot (Riverside Records)
- 1953: On The Loose (Epic)
- 1958: Wild Bill Davis Swings Hit Songs From "My Fair Lady" (Everest Records), con Maurice Simon, Jo Jones y Milt Hinton.
- 1959: In The Groove! (Fresh Sound, 1959–60), con George Clarke, Bill Jennings y Grady Tate
- 1959: In A Mellow Tone (igual formación).
- 1960: Dis Heah (Everest)
- 1964: Free Frantic And Funky (RCA)
- 1965: Con Soul And Sax con Johnny Hodges (RCA)
- 1966: Live At Count Basie's (RCA)
- 1966: In Atlantic City con Johnny Hodges (RCA)
- 1966: Midnight to Dawn (RCA)
- 1967: Doin' His Thing (RCA)
- 1969: Wonderful World Of Love (Tangerine Records – TRCS 1509)
- 1976: Live con Eddie "Lockjaw" Davis (Black And Blue)
- 1986: Live at Swiss Radio Studio Zürich (Jazz Connaisseur) con Clifford Scott, Dickie Thompson y Clyde Lucas.
- 1986: Greatest Organ Solos Ever (Jazz Connaisseur).
- 1987: 70th/30th Anniversary Live Concert, LP en conjunto con el organista austriaco T.C. Pfeiler
- 1990: That’s All con Plas Johnson (Jazz Connaisseur).